# معاني الحروف المعجمية
معاني الحروف المعجمية (الأصوات) هو أحد أسس النظام القرآني، والحل القصدي للغة. ويعني أن لكل حرف من حروف اللغة العربية معنى ذاتيا (قيمة مسبقة)، وهذا المعنى يفهم من خلال الحركة الفيزيائية للأصوات (الحروف)، وهي الحركة التي تحدث لجزيئات الهواء في آلة النطق وتنطوي على القيمة الذاتية للأصوات.

## معنى حرف الدال
القيمة الذاتية لحرف (صوت) الدال هي:

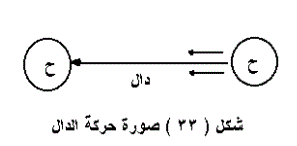
حركة الدال كما رسمها المؤلف في كتابه (اللغة الموحدة) ص181

اندفاع الحركة بتدبيرٍ مقصود إلى جهةٍ محددةٍ وإلى أبعد مدى.

### وصف
الدّال حركةٌ جوهريةٌ وهو من الأصوات الأصيلة المستقلة. وصورته الجامدة مختلفةٌ بالطبع عن الصورة الموضحة بالرسم. فالرسم يحاول إبراز الحركة فقط من خلال التغيِّر بين الرسم الأيمن والرسم الأيسر.

## الشرح
حركة الدّال عنيفةٌ وشديدةُ الوطأة ولذلك تمَّ تعزيز السهم بسهمين آخرين أقصر طولاً للدلالة على العنف وشدّة الاندفاع. وكما تلاحظ في الرسم فإنّه لم يحصل أي تغيّرٍ في الحركة ذاتها، وإنّما انتقلت هي من موضعٍ إلى موضعٍ آخر بعنفٍ فقط، وهذا قد يوهمك إذا تمسّكت به لأنّ الحركة الأصلية للدّال هي حركةٌ جوهريةٌ فيفترض أنّها تحدث داخل الدائرة وهو شيء لا يمكن رسمه، ولذلك فالاندفاع مرسومٌ على العموم.
في بعض الحروف الأخرى يمكن تصوّر ورسم الحركة كما في حرف الحاء الذي هو تعاظم للحركة فأمكن رسم الدائرة الثانية للحركة والناتجة منه بحجمٍ أكبر، أما الدّال فهو اندفاع الحركة إلى هدفٍ مقصودٍ ومحدّدٍ سلفاً وبشدةٍ، لذلك جعلنا الحركة كلّها تنتقل، فقوّة الدّال ظهرت في الرسم في السهام لا في الدوائر نفسها
وبصفةٍ عامةٍ يستحسن الاطلاع على بضعةِ حروفٍ قبل أن تزعج نفسك بالتفكير دون طائل، وعندها سوف تتجلّى لك الحركة الجوهرية من خلال التسلسلات المتنوعة ولا تتوقف عند أول إشكالٍ قد يخطر ببالك، بل انطلق قدماً في الاطلاع على بقية الحروف وتسلسلاتها ليكون في إمكانك حلُّ الإشكالات كافة.
تظهر لك حركة الدال المقصودة سلفاً والمندفعة بشدّةٍ في جميع التسلسلات التي تنطوي على تلك الحركة حتى لو كانت كامنةً فيها. فمثلاً التسلسل المؤلف من دال وراء ـ مهما كان مظهر الألف الرابط بينهما كالياء أو الواو أو الألف أو أجزاءهم من العلامات ـ ينطوي على حركةٍ عامةٍ، فالعلامات تغيِّر من الاتجاه العام للحركة لكنها لا تؤثّر على هذا التسلسل من حيث هو اندفاعٌ مقصودٌ إلى حدٍّ معينٍ ويتلوه الراء الذي يفيد إجراء هذا الاندفاع بصورةٍ منظمةٍ ومكرّرةٍ لمراتٍ عديدةٍ. فلفظ دور (door) في الإنجليزية والذي يترجم إلى (باب) ينطوي على تلك الحركة الكامنة، فإطلاقه على الباب هو من جهة كونها تتحرّك باتجاهٍ محدّدٍ وإلى حدٍّ معينٍ دوماً، وهذه الحركة الكامنة فيها تكرارٌ بحرف الراء.
وهذا اللفظ يقابله لفظ (الدَّور) في العربية والذي يستعمل لما يدور حيث حافظ على صورة هذه الحركة العامة. وكذلك لفظي (الدار) و (الدير) مع الأخذ بنظر الاعتبار معاني العلامات وأحرف العلّة التي سنوضحها في موضعها من هذا البحث.
أما لماذا أُستعمل في اللغة العربية لفظ (باب) وفي الفرنسية لفظ (porte) وفي الروسية لفظ (dvaer)… الخ كأسماءٍ لنفس الشيء؟. فإنّ ذلك هو بسبب اختلاف النظرة إلى الباب وعملها عند كلّ قوم. ففي العربية لفظ (باب) يعني موضع انبثاق الحركة وسيأتيك تطبيق تعريفه في تسلسلات حرف الباء. وفي الفرنسية يعني لفظ (بورت porte) موضع انبثاق الحركة وتكررها وتجمّع الحركات فيها (وهذا من حاصل معاني حروف اللفظ). وفي الروسية فإن (dvaer) يعني المنطقة التي يتمّ فيها اندفاع الحركات المجتمعة والمتفرقة في آنٍ واحدٍ.
فإذا حاولنا تحليل نظرة كلّ قوم إلى هذا الشيء الذي هو (الباب) وجدنا أن الباب في العربية يحمل معنىً فلسفياً، لذلك أطلق على كلّ ما له علاقة بانبثاق الحركة العامة مثل: باب الفرج، باب السعادة، باب العلم . . . الخ. بينما يكون المعنى مضحكاً إذا أطلقت لفظ (door) الإنجليزي أو (porte) الفرنسي مضافاً إلى هذه الألفاظ.
في لفظ (door) الإنكليزي يكمن تعريف لطبيعة الباب من الناحية العملية فقط. وفي الفرنسية هو منطقة تجمّعٍ وتفرّقٍ فيصحّ إطلاقه على الميناء مثلاً أو مدرج الطائرات أو مرسى السفن. وفي الروسية يصلح اللفظ لبوابات المدينة الكبيرة وكذلك لكلّ بوابةٍ ضخمةٍ مثل بوابات السدود.
فلو سألت عربياً ما: ما تفعل بالباب؟. فسيقول: تفتح وتغلق. وإذا سألته: كيف تفعل ذلك؟ فسيقول: لأنّها (تدور)، فهنا تضطّره ليتفوّه بالتسلسل الإنجليزي نفسه في (door).
من هذا المثال وغيره مما سيلي في تسلسلات الحروف أرجو من القرّاء الكرام أن يتصوروا ما أعنيه بوحدة القيمة المسبقة للأصوات والمعنى العام لكلّ تسلسلٍ وجميع ما يترتّب عليه من مفاهيمٍ للغة الموحدة.
وبصفةٍ عامةٍ يمكن للقارئ الكريم ملاحظة اشتراك الروسية والإنجليزية بحرفين وبنفس التعاقب: الدال ومن بعده الراء. وكذلك ملاحظة اشتراك الفرنسية مع الإنجليزية والروسية بتأخّر الراء واشتراكها مع العربية في تقدّم الباء. وذلك عند مقارنة الألفاظ الأربعة ببعضها [ مع التسامح في البدء بين الباء والباء المضخّمة پ:(p) ]:
babe
porte
door
dvaer
فالتسلسل هنا يحمل أهميةً عظيمةً، ولذلك لا نحتمل وجود لفظ في أيّة لغةٍ يتألف من تلك الأصوات بتسلسلٍ معكوسٍ ليشير إلى نفس الفكرة فمثل هذا الأمر محالٌ. وللقرّاء أن يقوموا بأيّة تجربةٍ فإنّي واثقٌ من صحّة ما أقول.

## قصدية الدلالة في حرف الدال
الدّال حركةٌ واعيةٌ لأهدافها فهي غير عشوائيةٍ ولا يمكن أن تكون عشوائيةً مطلقاً، وهي تتضمّن المكان بصورةٍ ذاتيةٍ. أمّا من ناحية الزمان فإنّ الحركة المنفردة عنيفةٌ وسريعةٌ جداً لأنّه ليس ثمّة من شيءٍ يصدّها عن الهدف الواضح والمحدّد. ولكن يتوجب عليك التفريق بين الدّال كحركةٍ مفردةٍ وبينه عند مجيئه في التسلسلات. فهو يسرع بالحركة إذا جاء متأخراً (في نهاية اللفظ)، ولكن إذا جاء أولاً فالحركة العامة تعتمد أيضاً على ما يلحق به من أصواتٍ.  فالصوت اللاحق لا ينفرد بالحركة وإنّما يبني حركته على السابق. وهذه المسألة في غاية الأهمية لمعرفة طبيعة الحركة العامة في كلّ تعاقب.
مثلاً في اللفظ (در) الراء يكرّر اندفاع الدّال بصورةٍ منظّمةٍ. وإذا عكست التسلسل (رد) فالراء يكرّر حركات الطبيعة الممكنة والدّال هو اندفاعٌ مقصودٌ لهذا التكرار باتّجاه هدفٍ معيّنٍ. فكلّ حرفٍ لاحق يبني حركته الخاصة به على الحرف السابق له. ومن هنا فالحرف الأوّل له أهميةٌ استثنائيةٌ فهو يحدّد سلفاً جزءاً من الحركات الممكنة في الطبيعة.
إذًا فزمان التسلسل الكلّي هو معدل الزمان المتحصِّل من هذا التسلسل للأصوات بعينه لأنّ لكلّ صوتٍ زمانه الخاص به.
في (در) ـ الراء مقهورٌ على تكرار الاندفاع في الدّال لذلك فسرعة الحركة هي سرعة الدال فهي حركةٌ سريعةٌ. في (رد) الدّال هنا مجبورٌ على دفع حركة التكرار المنظَّم باتّجاه معينٍ وبذلك تمَّ تخفيف سرعة الاندفاع فهي أبطأ من (در).

## أمثلة طبيعية لحركة الدال
1. إذا أطلق المرء رصاصةً باتّجاه نقطةٍ معينةٍ فحركة الرصاصة بين النقطتين هي بحركة الدّال.
2. إذا دُفع عمودٌ قائمٌ أو جدارٌ دفعةً واحدةً لإسقاطه على إحدى الجهات فالحركة هي بحركة الدال.
3. إذا تمَّ تنويم شخص ما (مغناطيسياً) وأُمر بالذهاب إلى مكانٍ محدّدٍ فانطلاقه إلى ذلك المكان هو بحركة الدال.

## بعض تسلسلات حرف الدال
ألفاظ:
د ـ ب ـ ح: الدال: اندفاعٌ إلى هدفً مقصودٍ.
         الباء: انبثاقٌ تامٌّ للحركة بعد كمونٍ. (انظر الباء)
         الحاء: تكبير الحركة إلى أقصى حدٍّ ممكنٍ. (انظر الحاء) فالناتج من هذا التسلسل هو حركةٌ عامةٌ تفيد تجاوز الحدّ الطبيعي في أي فعلٍ، مع تعاظمٍ في نهاية الحركة.
المعجم:
دَبَح الرجل إذا طأطأ رأسه في الركوع وجعله أحطّ من ظهره.
         الاستشهاد: من النبويّ في المعجم:((. . نهى (ص) أن يُدبّح الرجل في الركوع كما يدبّح الحمار))
نلاحظ أن تحديد المعجم لمن يدبح أنّه الذي يطأطأ رأسه في الركوع هو أمر لا مسوغ له، والشاهد النبويّ بخلافه لأنّه لم يكتف (ص) بقوله يدبح حتى قال (في الركوع) وهذا يعني أنّه يمكن أن يدبح في أي عملٍ أو حركةٍ أخرى متجاوزاً الحدّ الطبيعي.
ولا يوجد شاهدٌ آخر لأنّ التسلسل كان ميتاً وأحياه الحديث النبوي.
د ـ ب ـ ر: الدال: اندفاع الحركة باتّجاهٍ مقصودٍ، الباء: ظهورٌ آخر لها بعد الكمون والغياب ـ الانبثاق. (انظر الباء)، الراء: تكرّر الحركة بترتيبٍ معينٍ. (انظر الراء)
فالحركة العامة المتكونة من هذا التسلسل هي انطلاق وفتور ثمّ انطلاق جديد وهكذا باتّجاه محدّدٍ كلّ مرةٍ. فهو مثل ملاحقةٍ أو مطاردةٍ لشيءٍ ما واقتفاء آثاره علماً أن الراء يقوم بإعادة وتكرار الحركة المتكونة من (دَ ـ بَ).
المعجم:
لا يمكن للمعجم بما في ذلك الذي يعتني (بمقاييس الألفاظ) جمع الألفاظ:
دَبَّرَ، أدبر، تدبّر، دُبُر على أصل مشتركٍ واضحٍ.
أما الآن فالحركة واضحةٌ: فالمُدبر يلاحق النجاة والمتدبر يلاحق الحقيقة والحلول، والمدّبر للأمر يلاحق الخلل دوماً فيصلحه ليستقيم.
د ـ ب: الدال اندفاع باتجاهٍ مقصودٍ والباء ظهورٌ آخر للحركة فهذه حركة مجردةٌ هي وصف لحركة كلّ متحرك يقطع مسافة ما. والدّاب: هو كلّ قاطعٍ لمسافةٍ بحركةٍ انتقاليةٍ:
(خلق الله كلّ دابةٍ من ماء)
إذاًً تدخل حركة النبات في نموه وقطعه مسافة في الامتداد أفقياً أو عمودياً في مجموعة الدواب بخلاف ما اصطلح عليه.
ب ـ د: الباء ظهور للحركة بعد غيابٍ والدال اندفاعها باتّجاهٍ مقصودٍ.
ب ـ د ـ ا: الألف إنشاء حركةٍ جديدةٍ وتوجيهها والسيطرة عليها من بعد (انظر الألف). مجموع التسلسل يعني نشوء حركةٍ كاملةٍ ابتداءً لغايةٍ ما بعد انبثاقها.
ب ـ د ـ ر: الباء ظهور بعد غياب والدال اندفاع باتجاهٍ مقصودٍ إلى الحدّ الأبعد والراء تكرار وإعادة.
فهذه الحركة لكلّ أمر أو شيء يُظهر بعد خفاءٍ تامٍّ ظهوره الأقصى ثمّ يعـود من جديـد خفاءاً وظهوراً وهكذا.
د ـ ر: الدال اندفاع باتجاه مقصود والراء تكرار لهذا الاندفاع.
  (درَّ حليب البقرة) إذا خرج باندفاعاتٍ متكرّرةٍ.
ر ـ د: انقلاب التسلسل السابق.
التكرار أولاً ثمّ الاندفاع إلى مركز الحركة.
(فرددناه إلى أمه كي تقرَّ عينها ولا تحزن) قرآن  13 / 28
الردّ إذاًً ليس إرجاع لأنّ الإرجاع مرةٌ واحدةٌ والرد إعادةٌ في كلّ مرة.
فالمقصود بـ (رددناه) إعادته كلّ مرةٍ من القصر إلى المرضعة وهي (أمه) ولكن آل فرعون لا يعلمون أنّها أمه، وقوله تعالى: (فرجعناك إلى أمك) المقصود به العودة الأخيرة التي لم يعد بعدها إلى القصر إلاّ بمحض إرادته لتجاوزه مرحلة الرضاع، فتوجّه فيها الخطاب إليه.

## كلمات أجنبية
Read ـ إعادة الحركة والاندفاع إلى المركز.
     الاصطلاح: قرأ، درس، تلا
  المعنى الدقيق هو إعادة تكرار النص لتحصيل الزبدة التي فيه (ترديد).
   D - REED : مفزع، مروع.
DERIDE   (درد): اندفاع ثمّ تكرار لهذا الاندفاع ثمّ اندفاع جديد للتكرار. فهذا التسلسل يفيد اجتماع الحركتين في واحدة هكذا [ د ـ ر ـ ر ـ د ]، ولا ينتج من الحركة أي حاصل مقابل الجهد فهذه الحركة عبارة عن عبث في عبث أو مشقة زائدة.
الاصطلاح: يسخر، يهزأ
دَرْد: (بالفارسية): جهد، مشقة، نكد [ تك / ج3 ]
وستأتي التسلسلات المقترنة بالدّال من الحروف الأخرى في تلك الحروف تدريجياً.

## وصلات خارجية
1. كتاب (اللغة الموحدة) مع باقي مؤلفات عالم سبيط النيلي على الشبكة العنكبوتية